# 聖光寺
聖光寺（しょうこうじ）は、長野県茅野市蓼科高原にある寺院。1970年建立。蓼科山の名前を冠する場合もある。
奈良・薬師寺の別院であり、宗派としては法相宗に属する。

## 概要
蓼科湖周辺にあった中山開拓地の開拓民児童のために旧北山村時代に設置された茅野市立北山小学校蓼科分校（1963年閉校）跡地を転用して1970年、トヨタ自動車をはじめとするトヨタグループが施主として建立した寺院である。同年7月9日に薬師寺より長老・橋本凝胤を迎え開眼法要を行った。「交通安全の祈願」「交通事故遭難者の慰霊」「負傷者の早期快復」を三大寺命としており、毎年7月の夏季大祭には必ずトヨタグループの首脳陣が集まり交通安全を祈願する。
境内にはソメイヨシノが約300本植えられているが、標高約1200メートルの高地に存在するため開花が遅く、毎年4月下旬から5月上旬（いわゆるゴールデンウィークの時期）に開花を迎えるため、この時期に「聖光寺桜祭り」が開かれる。

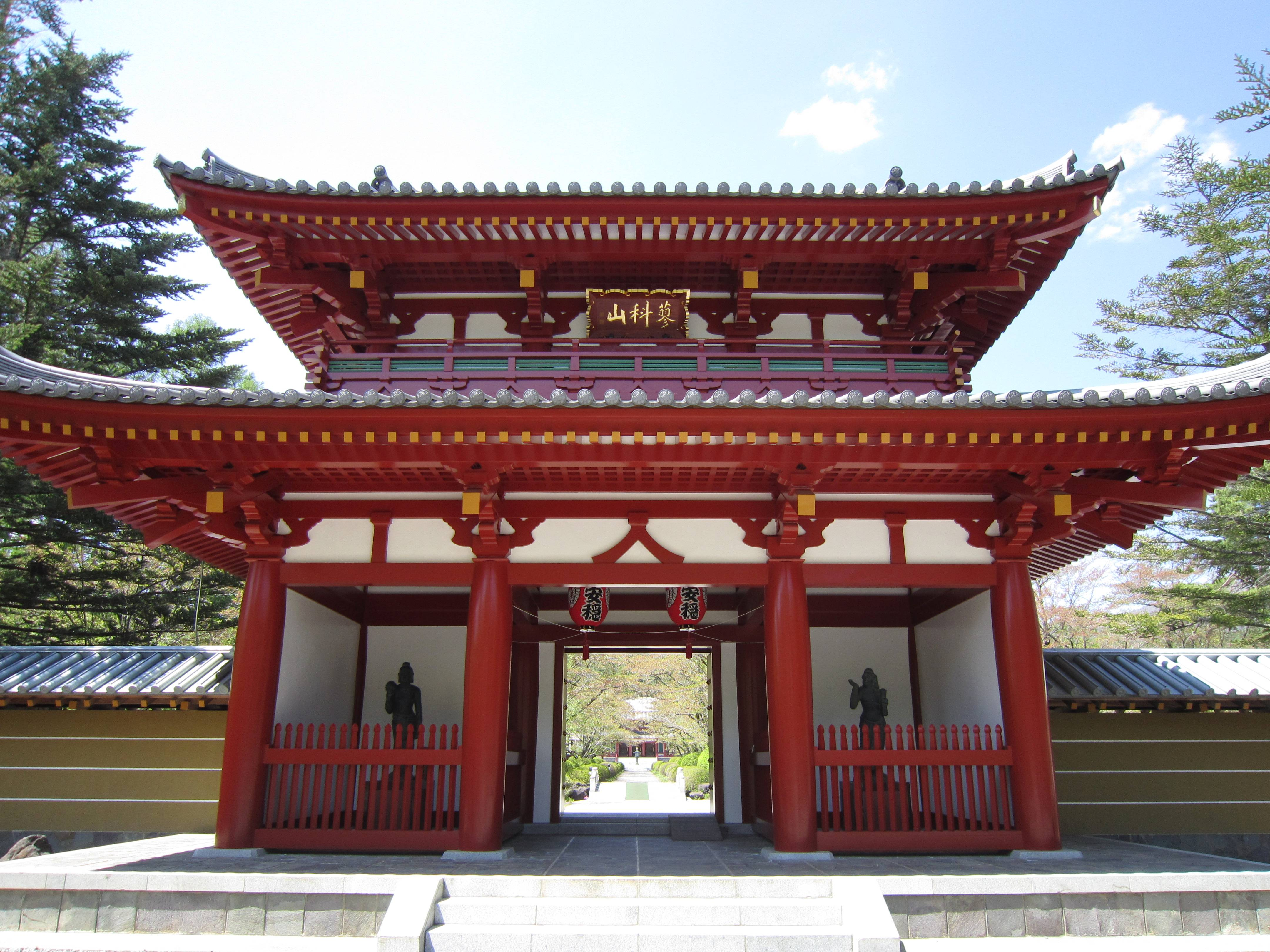
山門
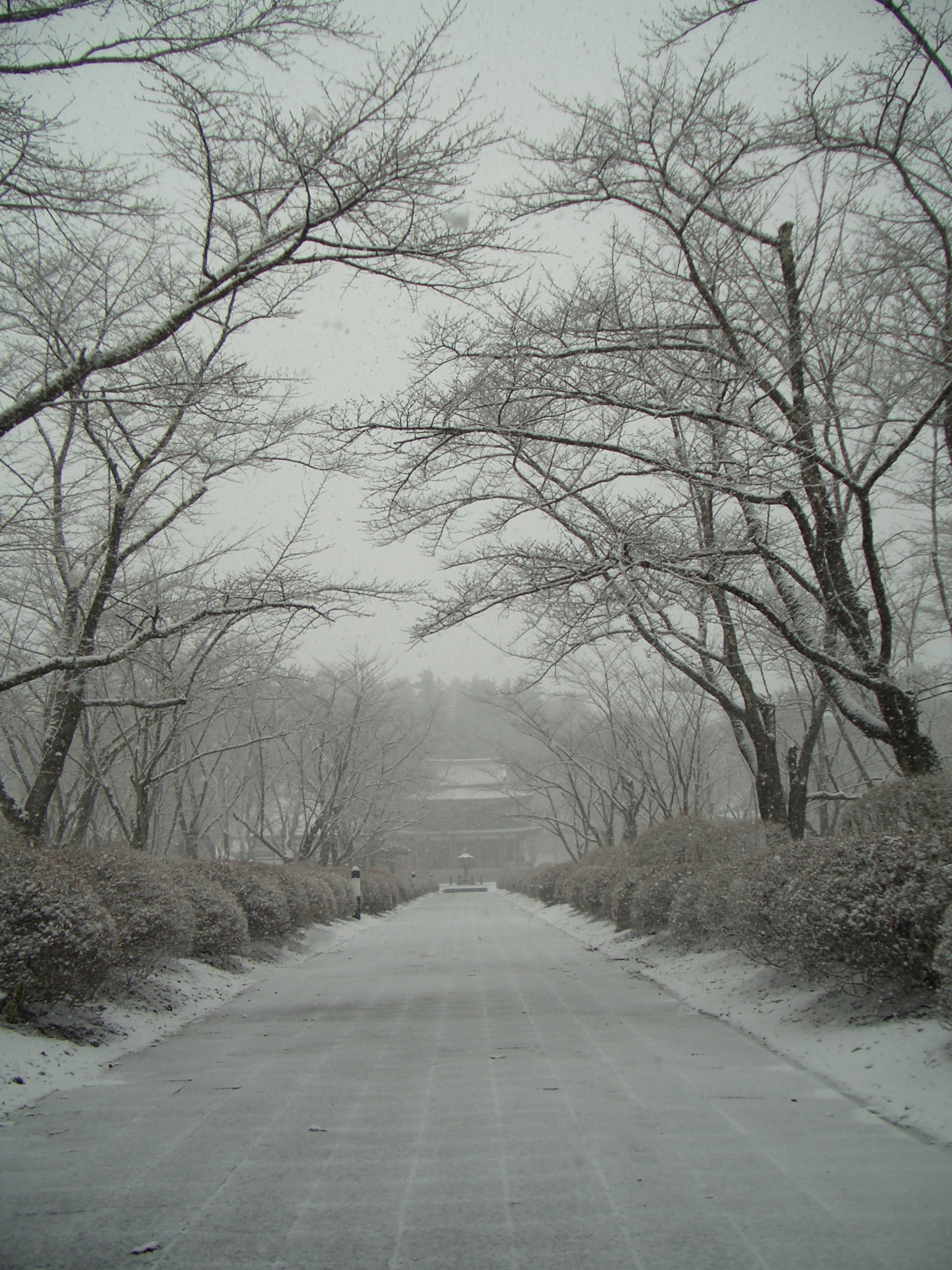
参道（冬）
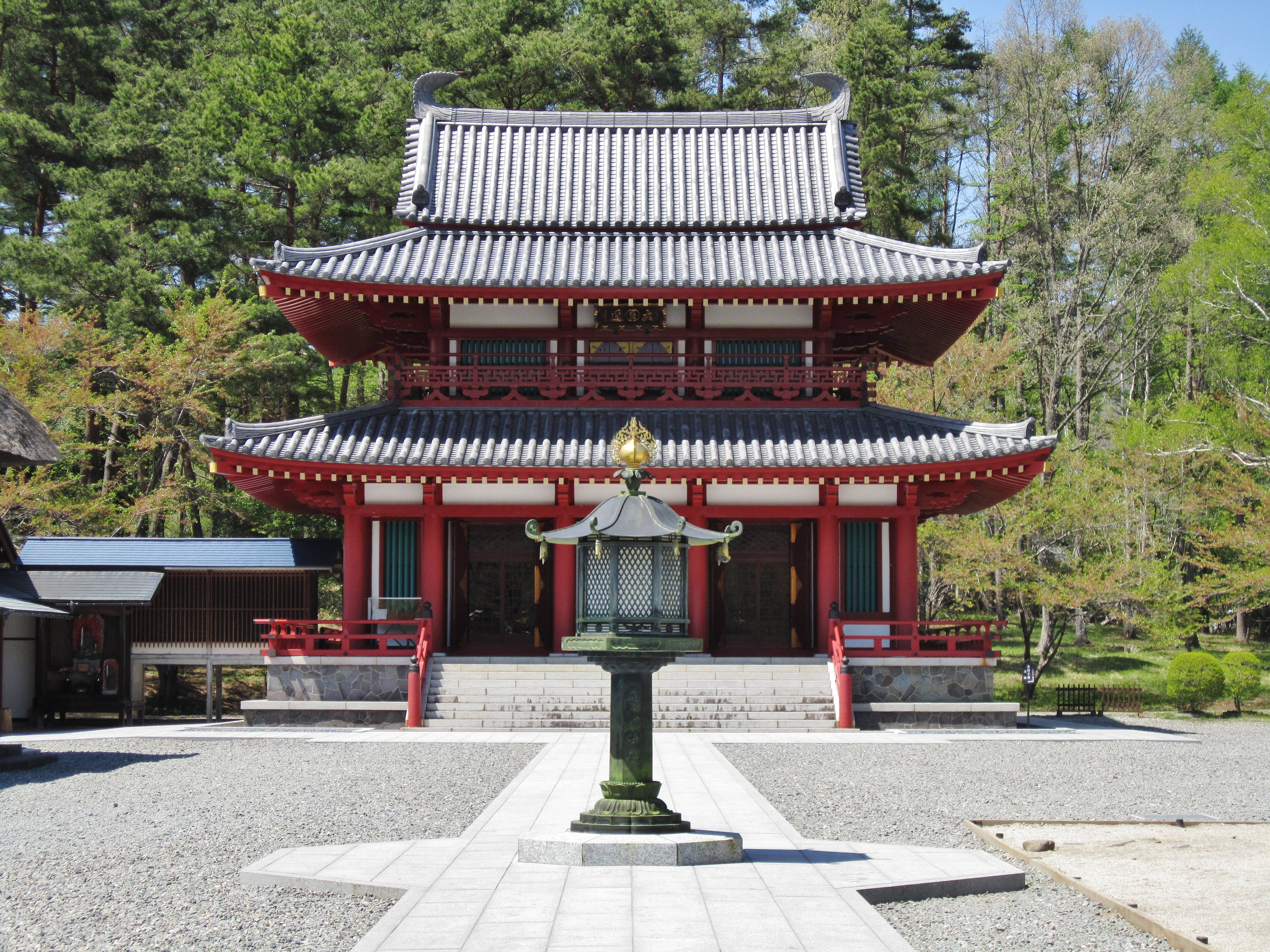
本堂
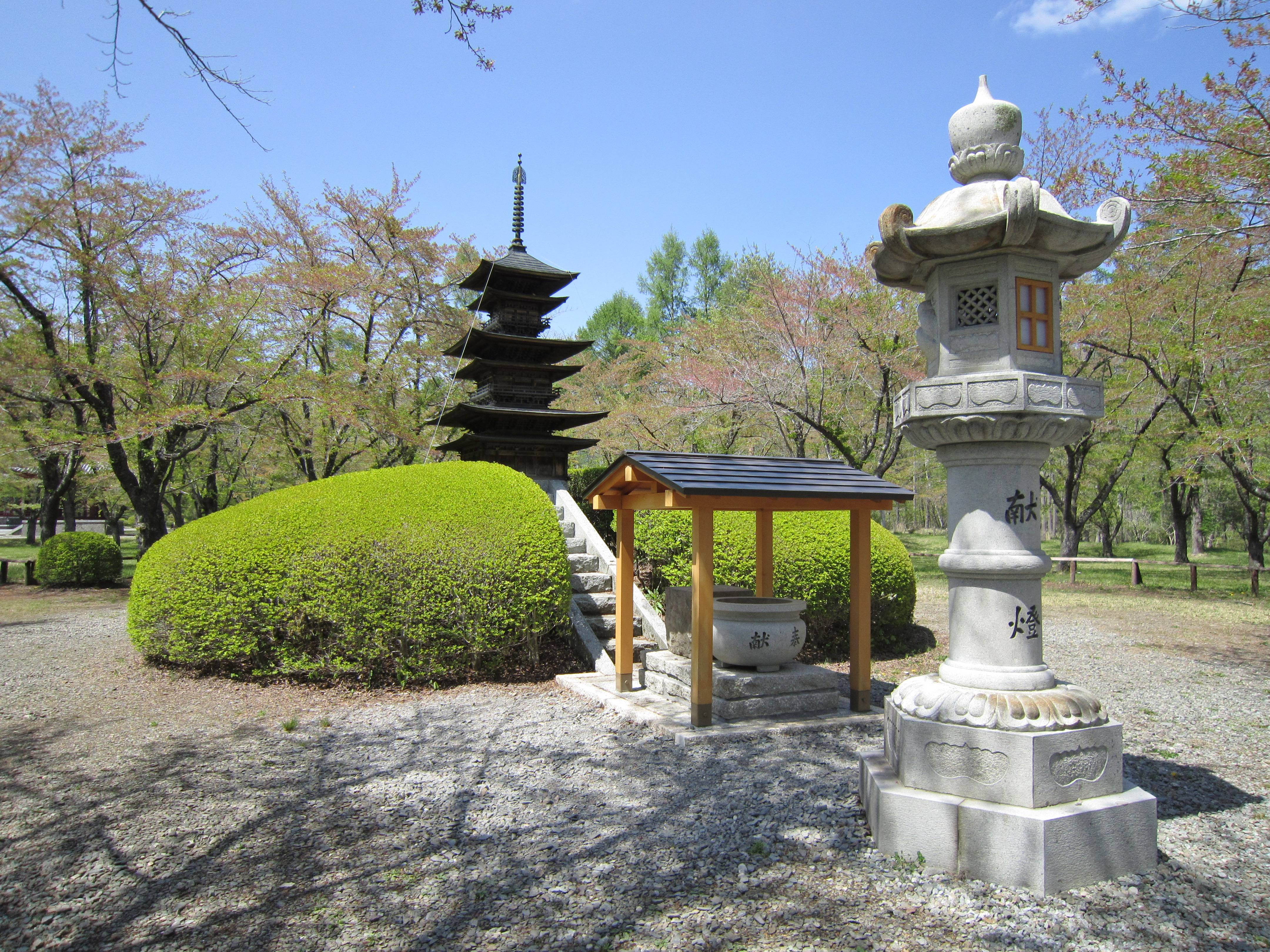
三重塔